# Sea me
Singles de Olivia
Color of your Spoon
(2000) Into The Stars
(2002)
Sea me est le 7e single de Olivia sorti sous le label Cutting Edge le 5 décembre 2001 au Japon. Il atteint la 89e place du classement de l'Oricon, et reste classé pendant 1 semaine, pour un total de 2 520 exemplaires vendus.
Africa est une reprise de la chanson Toto de Māya Sakamoto. Sea me se trouve sur l'album The Lost Lolli et sur le mini album Internal Bleeding Strawberry.

## Liste des titres
Toutes les paroles sont écrites par Olivia Lufkin.
| 1. | Sea me | Olivia Lufkin               | 3:50 |
| 2. | Africa | Olivia Lufkin, Qumico Fucci | 5:42 |